# Zwischenbahnhof
Ein Zwischenbahnhof (auch Zwischenstation) ist eine Betriebsstelle der Eisenbahn an einer durchgehenden Eisenbahnstrecke. Im engeren Sinne ist es ein Bahnhof ohne weitere anschließende Strecke, im Unterschied zu Trennungs-, Anschluss-, Kreuzungs- und Berührungsbahnhöfen. Im weiteren Sinne ist ein Zwischenbahnhof allgemein jeder Bahnhof an der Strecke zwischen ihren Endbahnhöfen.
Die Mehrheit aller Bahnhöfe sind Zwischenbahnhöfe. Meistens sind sie als Durchgangsbahnhof gebaut, es gibt nur einige wenige Zwischenbahnhöfe in Kopfform, beispielsweise an manchen Spitzkehren. Falls ein Empfangsgebäude vorhanden ist, befindet es sich in der Regel seitlich zu den Gleisen. Bei Zwischenbahnhöfen, die sowohl dem Personen- als auch dem Güterverkehr dienen, unterscheidet man zwischen Gleichlage (Empfangsgebäude und Güterverkehrsanlagen auf der gleichen Seite der Gleise) und Gegenlage (Güterverkehrsanlagen auf der anderen Gleisseite).